# TanDEM-X
TanDEM-X (englisch TerraSAR-X-Add-on for Digital Elevation Measurements, deutsch „TerraSAR-X-Erweiterung für digitale Höhenmessungen“) ist ein deutscher Radarsatellit, der gemeinsam mit dem Satelliten TerraSAR-X mittels SAR im X-Band die Erdoberfläche stereographisch vermisst. Daraus entsteht ein weltweites Geländemodell mit einer Genauigkeit der Höhen von einem Meter. Leiter der Mission ist Alberto Moreira, Direktor des Instituts für Radartechnik und Hochfrequenzsysteme in Oberpfaffenhofen, das zum Deutschen Zentrum für Luft- und Raumfahrt (DLR) gehört.

## Beschreibung
Der Start war zuerst für Oktober 2009 vorgesehen, erfolgte dann aber erst am 21. Juni 2010. Der Satellit TerraSAR-X wird durch TanDEM-X zu einer Satellitenzwillingsmission ergänzt. Ähnlich wie TerraSAR-X soll TanDEM-X über ein abgestuftes Auflösungsvermögen von 1 m, 3 m und 16 m (Höhenauflösung besser als 2 m) verfügen, bei einer Schwadbreite von 10, 30 und 100 km. Die Vermarktung der Bilder übernimmt die Airbus-Tochterfirma Infoterra.
Beide Satelliten fliegen in einem nahezu identischen sonnensynchronen Orbit, was interferometrische Aufnahmen der Erdoberfläche und damit die Erstellung eines hochgenauen Höhenmodells (DGM) erlaubt. Dazu verfügen die Satelliten über ein System (engl. Tracking, Occultation and Ranging Experiment, TOR) zur Synchronisierung der Radarinstrumente und eine autonome Navigationskontrolle, die die beiden Flugkörper in einem exakten Abstand von 200 m mit nur wenigen Zentimetern Toleranz hält. Dieses System besteht aus einem Zweifrequenz-GPS-Empfänger, der vom Geoforschungszentrum Potsdam entwickelt wurde und eine zentimetergenaue Messung der Position und zusätzlich noch die Radio-Okkultation (und damit der Temperatur) der Atmosphäre und Ionosphäre in Höhen von 0–35 km ermöglicht. TanDEM-X wurde in Deutschland und, wie auch TerraSAR-X, in öffentlich-privater Partnerschaft entwickelt. Das DLR beteiligt sich als öffentliche Einrichtung, Teile werden privatwirtschaftlich vom Unternehmen Airbus Defence and Space aufgebracht.
Als Lebensdauer waren ursprünglich fünf Jahre geplant (nach drei Jahren sollte die gesamte Erdoberfläche erfasst sein), in denen mehr als 2,5 Petabyte an Daten gesammelt werden sollten. Nach zehn Betriebsjahren funktionierte TanDEM-X noch tadellos und hatte noch die Aussicht auf weitere Betriebsjahre.
Die ersten Bilder des Satelliten wurde am 22. Juli 2010 vom DLR veröffentlicht. Das TanDEM-X-Projekt wurde unter dem Titel „Radaraugen im All – Revolutionäre Technik für Erde und Umwelt“ für den Deutschen Zukunftspreis 2012 nominiert.
Am 10. August 2010 weihte das Deutsche Zentrum für Luft- und Raumfahrt (DLR) die Inuvik Satellite Station in Inuvik für die Satellitenmission ein. Die 13 Meter durchmessende Satellitenantenne in Inuvik wurde mit Mitteln der Helmholtz-Gemeinschaft zur Steuerung des Satelliten errichtet.

### Kontroverse
Die Oppositionsparteien Bündnis 90/Die Grünen und Die Linke bemängelten im Jahr 2015, dass die für nationale, nicht-kommerzielle Nutzung freigegebenen Daten zwar dem Wirtschaftsministerium als dem DLR vorgesetztem Ministerium gehören, das Verteidigungsministerium die Daten jedoch zur multinationalen militärischen Nutzung erneut von EADS Astrium für 475 Millionen Euro beschaffen will.